# محارة جناحية مثلثة
محارة جناحية مثلثة (الاسم العلمي:Pteria triangularis) هي نوع من الحيوانات تتبع جنس المحارة الجناحية من فصيلة المحارات الجناحية.